# Жанаказанский сельский округ
Жанаказанский сельский округ — административно-территориальное образование в Жангалинском районе Западно-Казахстанской области.

## Административное устройство
1. село Жанаказан
2. село Балдырган
3. село Жуалыой